# 片桐英樹
片桐 英樹（かたぎり ひでき、1971年 - ）は、日本の情報工学者。専門はオペレーションズ・リサーチ、システム最適化、データ分析。

## 経歴
- 1995年大阪大学 基礎工学部 物性物理工
- 2000年大阪大学 工学研究科 応用物理学
- 2000年広島大学工学部助手
- 2001年広島大学大学院工学研究科助手
- 2001年三重大学教育学部非常勤講師
- 2005年広島大学大学院工学研究科助教授
- 2007年広島大学大学院工学研究科准教授
- 神奈川大学工学部教授

## 研究
- データの客観性と人間のもつ主観性を融合した最適化
- 生産・物流システムの最適化とその応用
- 機械学習に基づく異常検知データマイニング

## 受賞
- 2005年日本知能情報ファジィ学会奨励賞受賞
- 2007年The Best Paper Award of The 2007 IAENG International Conference on Operations Research
- 2017年「The 2017 IAENG International Conference on Operations Research」「可能性下方リスクに基づくファジィ確率線形最適化」Best Paper Award (最優秀賞)[2]